# Aufgelegt!
Aufgelegt! (Originaltitel: Hanging Up) ist ein US-amerikanischer Spielfilm aus dem Jahr 2000 und behandelt die Erinnerungen dreier Töchter am Bett ihres todkranken Vaters in dessen letzten Tagen.

## Handlung
Eve, Inhaberin einer kleinen Event-Agentur und Mutter eines Sohnes, verursacht nach dem Besuch ihres Vaters Lou im Krankenhaus einen Unfall mit leichtem Blechschaden. Ab diesem Zeitpunkt geht es in ihrem Leben drunter und drüber: Ihr Mann ist dienstlich unterwegs, sie organisiert für einen Empfang im Präsident-Nixon-Museum, ihre Schwester Maddy missbraucht sie als Hundepflegerin und nebenbei kümmert sie sich um ihren todkranken Vater, der noch immer nicht über die Trennung von seiner Frau hinweg ist. Daraufhin besucht Eve ihre Mutter und muss feststellen, dass sich diese überhaupt nicht mehr für ihre Töchter interessiert. In Rückblenden und Telefonaten wird die Beziehung von Eve zu ihren zwei Schwestern und ihrem Vater herausgearbeitet. Als Eve ihrem Vater erzählt, ihre Mutter wäre tot, sagt er, er hätte „gewonnen“.
Während der Feier zum Fünf-Jahres-Jubiläum ihrer Zeitschrift spricht die Schwester Georgia über den Vater, sie erwähnt jedoch nicht, dass Eve die Last der Betreuung trägt. Die Schwestern streiten. Sie werden ins Krankenhaus gerufen als Lou ins Koma fällt. Zunächst streiten sie weiter, vertragen sich dann aber wieder. Sie rätseln über eine Schauspielerin aus den 1950er Jahren. Lou sagt plötzlich deren Namen – June Allyson – und stirbt.
In der letzten Szene bereiten die Schwestern gemeinsam das Festessen vor. Eve erinnert sich an ihre Kindheit, die in Rückblenden gezeigt wird.

## Kritik
„Wie immer haben Delia und Nora Ephron auch diese Komödie dem Zeitgeist abgelauscht, den sie auf ihre locker leichte Art, mit sympathischem Augenzwinkern und milder Schärfe aufs Korn nehmen.“

„Misslungene Melange aus Komödie und Melodram, die das Thema der menschlichen Endlichkeit an sentimentale Effekte und eine schwerfällige Dramaturgie verschenkt.“

## Auszeichnungen
Lisa Kudrow gewann im Jahr 2000 den Teen Choice Award.

## Sonstiges
Der Darsteller des todkranken Vaters, Walter Matthau, starb kurz nach Beendigung der Dreharbeiten.